# Juan Carlos Arcando
Juan Carlos Arcando (Río Tercero, Córdoba, 18 de julio de 1961) es un político argentino, gobernador de Tierra del Fuego, Antártida e Islas del Atlántico Sur. Asumió como tal entre el 10 de diciembre y el 17 de diciembre de 2019, dada la renuncia de la gobernadora Rosana Bertone, de quien era vicegobernador, para asumir como Diputada Nacional.
Durante su breve gobierno de una semana, Arcando gastó $ 450 mil en su bastón de mando

## Cargo de Vicegobernador
En 2015 resultó vicegobernador electo de la provincia de Tierra del Fuego, Antártida e Islas del Atlántico Sur, cargo que asumió el 17 de diciembre de 2015 acompañando en la fórmula a la Gobernadora, Rosana Bertone.

## Ingreso a la Armada
A los 16 años, después de permanecer un año en la Escuela de Suboficiales y ser uno de los tres más jóvenes de la promoción, fue destinado al Aviso ARA “Alférez Sobral”. Se inscribió por vocación en la Delegación Córdoba de la Armada Argentina para luego rendir su examen de ingreso. Se incorpora al cuerpo de Aspirantes Navales de Primer Año (ANPA) y queda efectivo a partir del 2 de febrero de 1977. 
El enero de 1978 con tan solo 16 años es uno de los 14 hombres de la Armada que desembarca en la Islas de los Estados en el lugar conocido como Puerto Parry, para construir lo que hoy se conoce como Apostadero Naval ARA “Comandante Luis Piedrabuena”. Su fundación en enero de 1978 tuvo como objetivo la protección de las Islas de los Estados durante el Conflicto del Canal de Beagle entre Argentina y Chile.
En el conflicto del Atlántico Sur con el Reino Unido de Gran Bretaña, estuvo embarcado a bordo del Aviso ARA “Comandante General Irigoyen”, la unidad tuvo dos misiones ordenadas por la superioridad: la primera fue el rescate de un helicóptero que se había ido a pique del Destructor ARA “Hércules”, y la segunda fue relevar a los Aviso ARA “Alférez Sobral” y “Somellera” como buque baliza de los aviones argentinos que incursionaban en misión a las Islas Malvinas. 
En junio de 1986 solicitó su retiro de la Armada para radicarse definitivamente en la ciudad de Ushuaia, su "lugar en el mundo”, como él manifiesta.

### Su paso por el ARA San Juan
Previo a la pérdida de comunicación del submarino ARA San Juan , el 6 de noviembre de 2017, Juan Carlos Arcando fue invitado a realizar una navegación en la Bahía de Ushuaia con inmersión y se le otorgó el diploma de honor de submarinista honorario. Fue acompañado por la jueza del Superior Tribunal de Justicia de la provincia de Tierra del Fuego, Antártida e Islas del Atlántico Sur, recorrieron el sumergible y los submarinistas explicaron las funciones y maniobras que se desarrollaban a bordo, repasaron detalles de la embarcación y su historia en la Armada Argentina. Ese día participaron también buzos tácticos que realizaron tareas inherentes a su función.
Finalizada la visita el comandante del Submarino, Capitán de Fragata, Pedro Martín Fernández, hizo entrega a cada uno de los presentes el diploma de submarinista honorario por la inmersión.
El submarino ARA San Juan S42 partió por última vez en noviembre del corriente año desde el puerto militar del Área Naval Austral en Ushuaia con destino a su apostadero natural en la Base Naval Mar del Plata. Días después de su partida, la nave que trasladaba 44 tripulantes perdió contacto con las bases. Todavía no está esclarecido que ha sucedido y la búsqueda sigue abierta.

## Familia
Juan Carlos Arcando tiene una hermana mayor, Ruth Esther Arcando. Durante su infancia, su madre Juana, fallecida, decidió militar en política y su padre Lorenzo,
EL cual conoció a los 15 años, vivía en provincia de Buenos Aires. Fue criado por su abuela Ramona Solana Ruiz hasta su fallecimiento.
Actualmente tiene 7 hijos, 6 de su primer matrimonio y 1 de su último matrimonio.